# Brinckochrysa antennalis
Brinckochrysa antennalis är en insektsart som först beskrevs av Navás 1914.  Brinckochrysa antennalis ingår i släktet Brinckochrysa och familjen guldögonsländor. Inga underarter finns listade i Catalogue of Life.